# Сетар

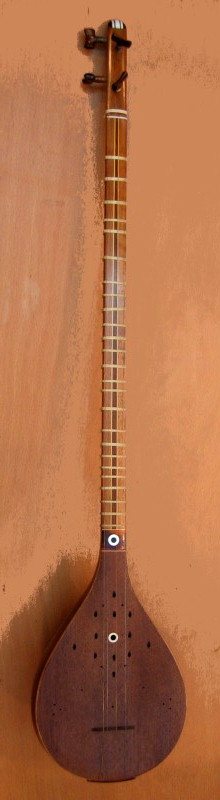
Сетар

Сетар (перс. سه ‌تار‎ от «се» — три и «тар» струна) — персидский струнный щипковый музыкальный инструмент типа лютни с длинной шейкой. На сетаре исполняется суфийская и классическая персидская музыка (дастгях).
Кроме Ирана сетар встречается в странах, имевших давние культурные связи с Ираном, например, в Таджикистане (тадж. сетор), Афганистане, Азербайджане, Узбекистане, Армении.
Сетар следует отличать от ситара — индийского струнного инструмента, название которого, вероятно, происходит от персидского «сетар» — прародителя многих струнных инструментов Востока.

## История
Сетар появился в Иране предположительно в XIV веке, и произошёл, вероятно, путём модификации танбура. Впервые упоминается в поэзии Хафиза Ширази и в трактате Абдулкадира ал-Мараги (ум. 1435). Ранние изображения сетара встречаются на персидских миниатюрах только в XVI веке. В XVIII веке появилась модификация сетара с 4 струнами, которая быстро вытеснила трёхструнные. Современный сетар имеет 4 металлические струны. На грифе 25—27 повязных ладов сделанных из жил животных или шёлка. Лады настраивают не по темперированному строю.

## Конструкция сетара
Корпус сетара обычно цельный или ребристый. Собирают его из полосок тутового дерева (шелковицы). Он играет роль резонатора для усиления звука. На деке расположено несколько резонаторных отверстий. С корпусом соединён гриф. Он выглядит достаточно тонким, но, так как выполняет опорную функцию, должен обладать надёжностью. Поэтому в качестве материала для грифа используют дерево грецкого ореха, что обусловлено его прочностью. На головке грифа расположены четыре ключа.

#### Струны
В современных сетарах 2 струны сделаны из стали, а другие 2 — из бронзы. Они натягиваются по всей длине, слева проведены через порожек, сделанный из кости верблюда, а справа — через деревянную подставку к струнодержателю. Самая тонкая струна обозначается номером 1. В порядке утолщения струны увеличивается и её номер. Сетар по звучанию — унисонный инструмент. Струны на нём обозначаются следующим образом:
- 1-я — С (До)
- 2-я — G (Соль)
- 3-я — C (До) (унисон с первой струной)
- 4-я — С (До) (но, на октаву ниже)

#### Лады
Традиционно на грифе сетара расположены двадцать пять ладов. Лады крепятся при помощи нитей, сделанных из жил животных или, реже, шёлка. На инструменте каждый лад туго перевязан тремя или четырьмя витками такой нити и закреплён узлом на задней стороне грифа. Лады можно сдвигать для того, чтобы играть различные гаммы.

## Звукоизвлечение
Звучание сетара существенно отличает этот инструмент от других лютен. Для создания мелодических акцентов, для подчёркивания эффекта ударности, правая рука на сетаре не ударяет сверху по струнам, а, напротив, защипывает струну снизу длинным ногтем указательного пальца, создавая при этом специфическую звуковую атаку, сходную с ударом плектра, но более мягкую. Техника игры на сетаре достаточно сложна и требует длительных, регулярных репетиций.

## Известные сетаристы
- Дарвиш Хан
- Мирза Абдула
- Саид Хормози
- Ахмад Эбади
- Аболхасан Саба
- Мохамад Реза Лотфи
- Хосейн Ализаде